# Madrasa Madar-i Shah

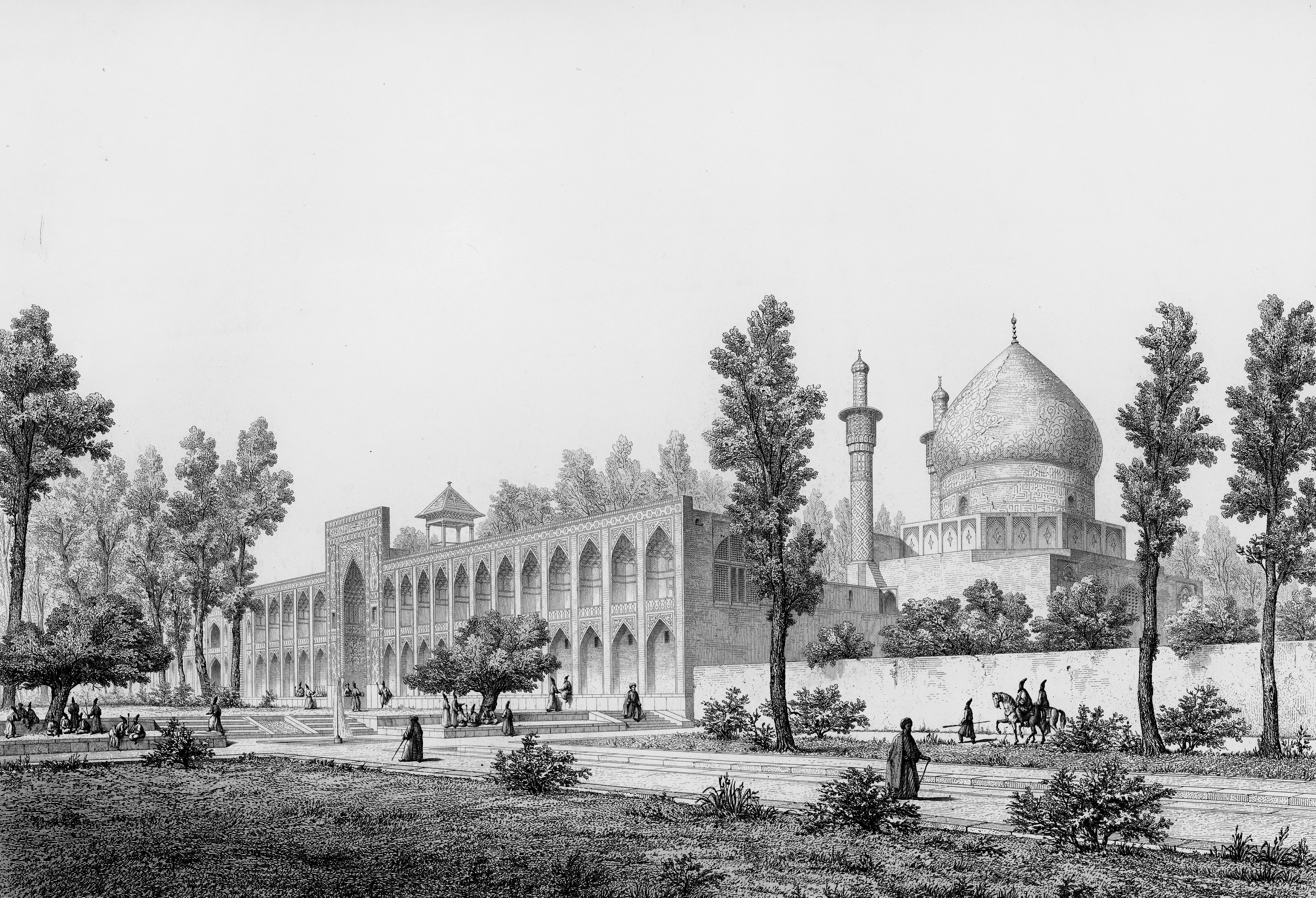
Disegno della scuola del XIX secolo dell'architetto francese Pascal Coste

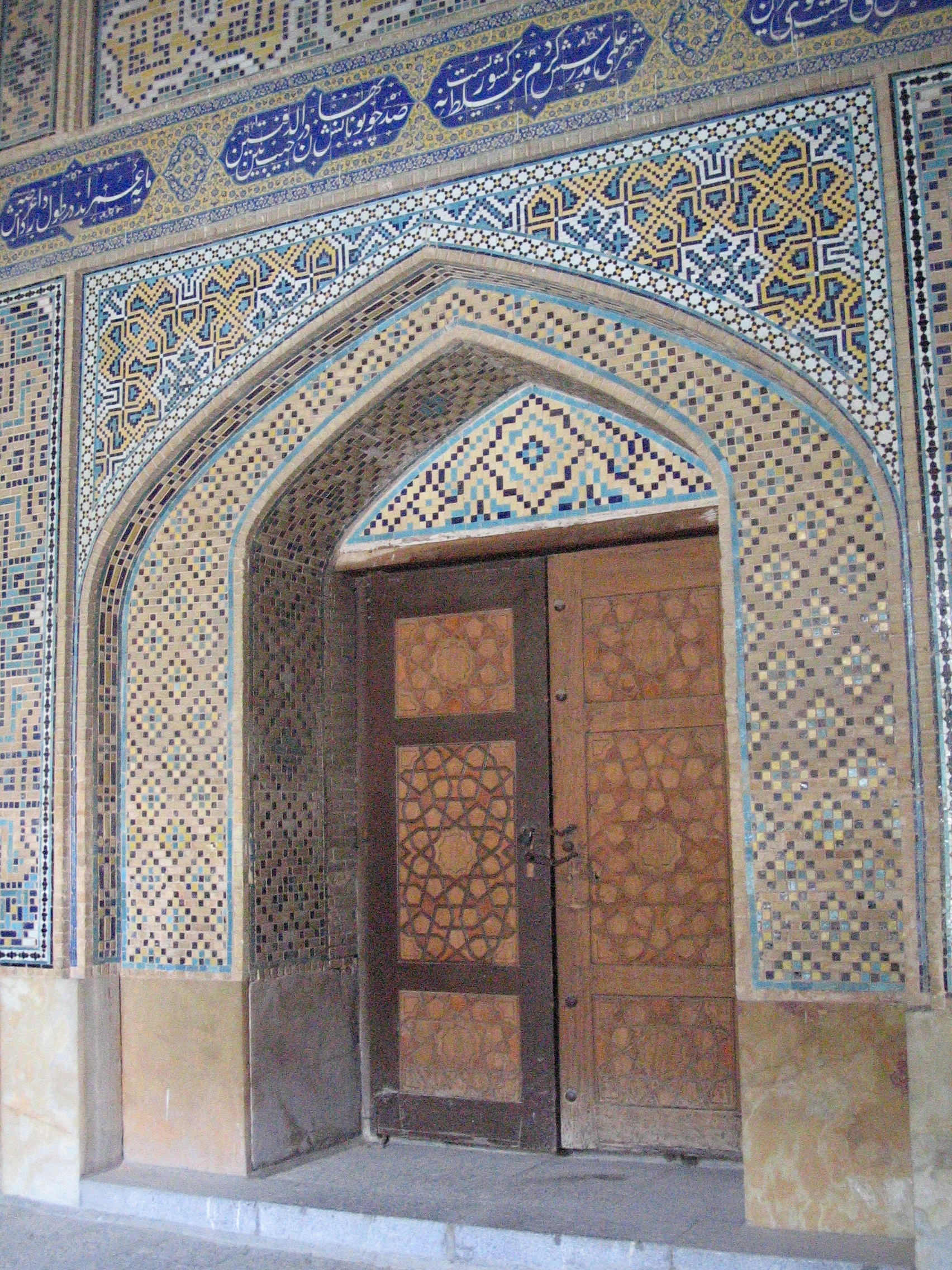
Dettaglio dell'ingresso

La Madrasa Madar-i Shah o madrasa Chahar Bāgh (in persiano مدرسه چهار باغ‎ Scuola dei Quattro Giardini), è un complesso culturale del XVII-XVIII secolo a Isfahan, in Iran situato sul viale Chahar Bagh.

## Descrizione
Il complesso fu costruito all'epoca di Sultan Husayn, un re safavide, come scuola teologica e clericale per formare coloro che erano interessati a tali scienze. Per finanziare la scuola, la madre di Sultan Husayn fece costruire nelle vicinanze un grande caravanserraglio, le cui entrate andavano alla fondazione. Il portale monumentale dal viale principale conduce direttamente in un vestibolo ottagonale a cupola. Questa e la maggior parte delle pareti sono ricoperte da mattoni di colore giallo brillante che danno una sensazione di leggerezza. Il portale d'ingresso decorato con facciata in oro e argento e le piastrelle all'interno dell'edificio sono capolavori dell'arte iranica. La corte centrale, con la sua piscina e il suo giardino, è circondata da portici su due livelli, ognuno dei quali dà accesso ad una stanza per gli studenti.

## Galleria d'immagini

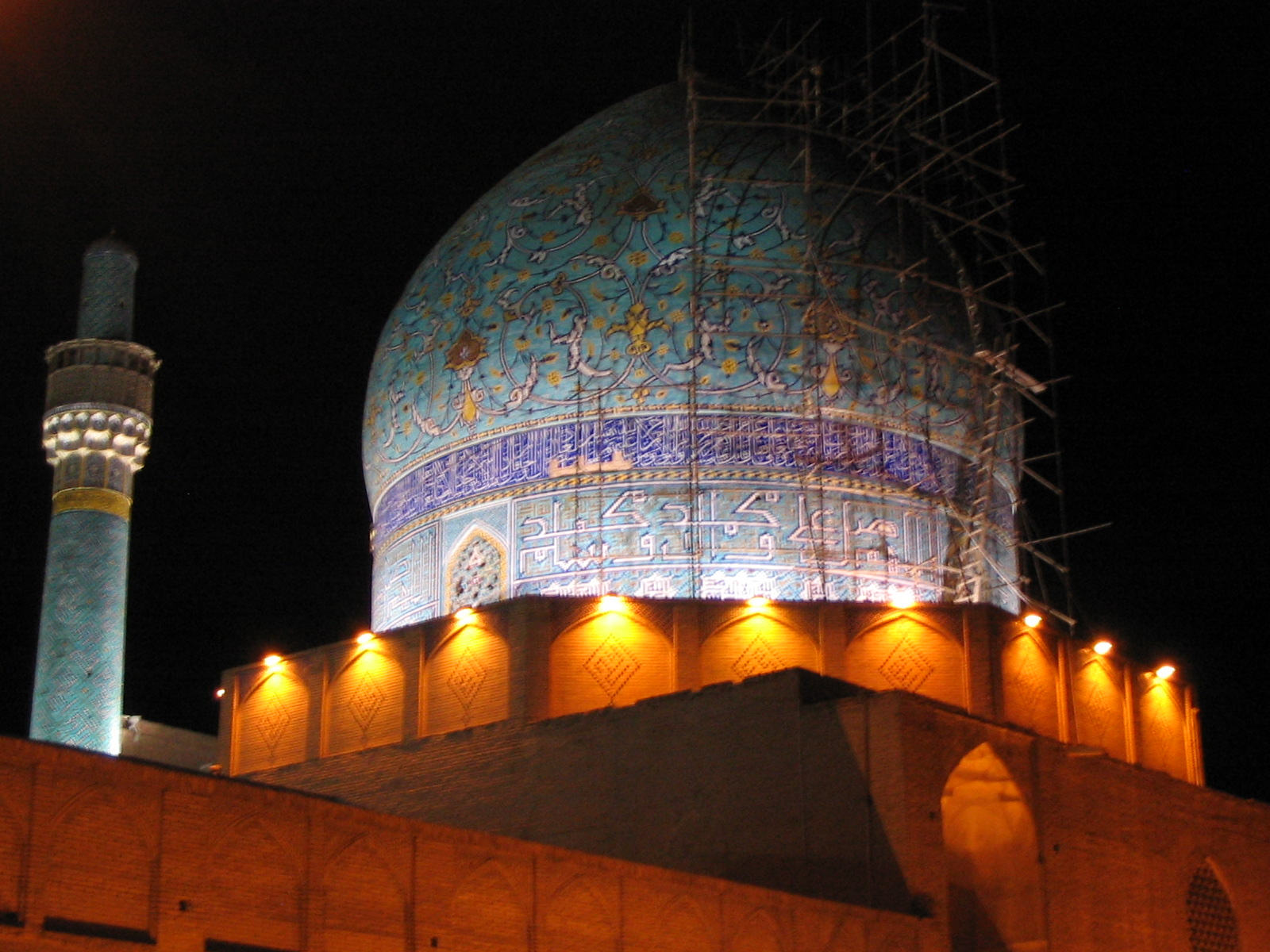
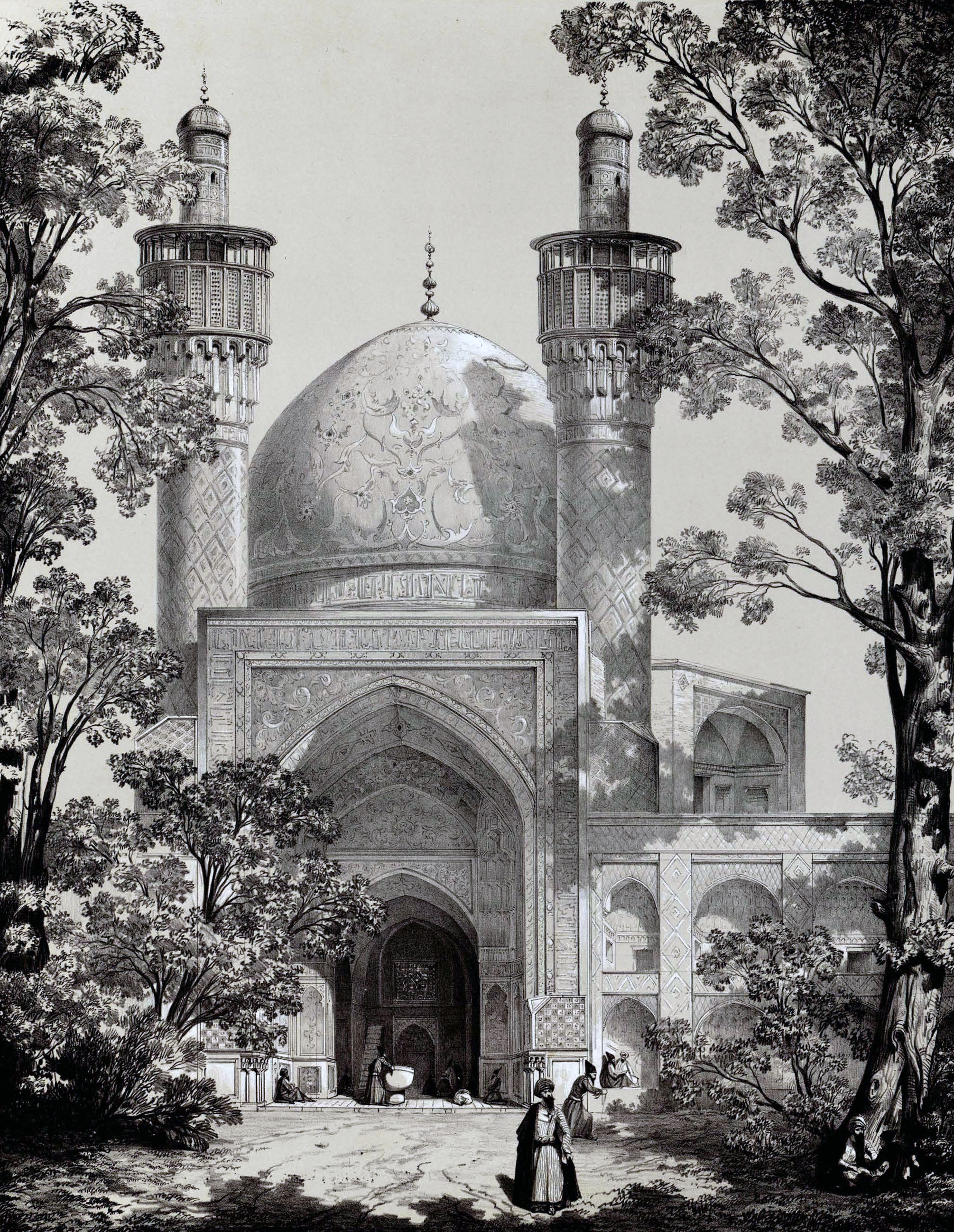
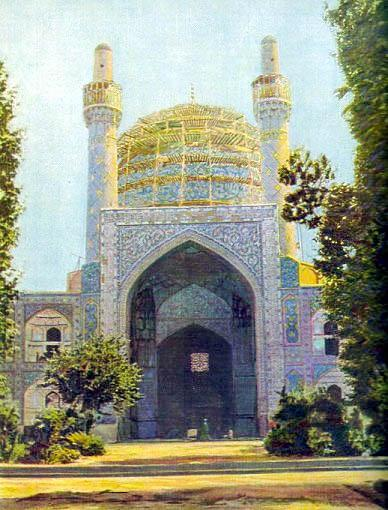
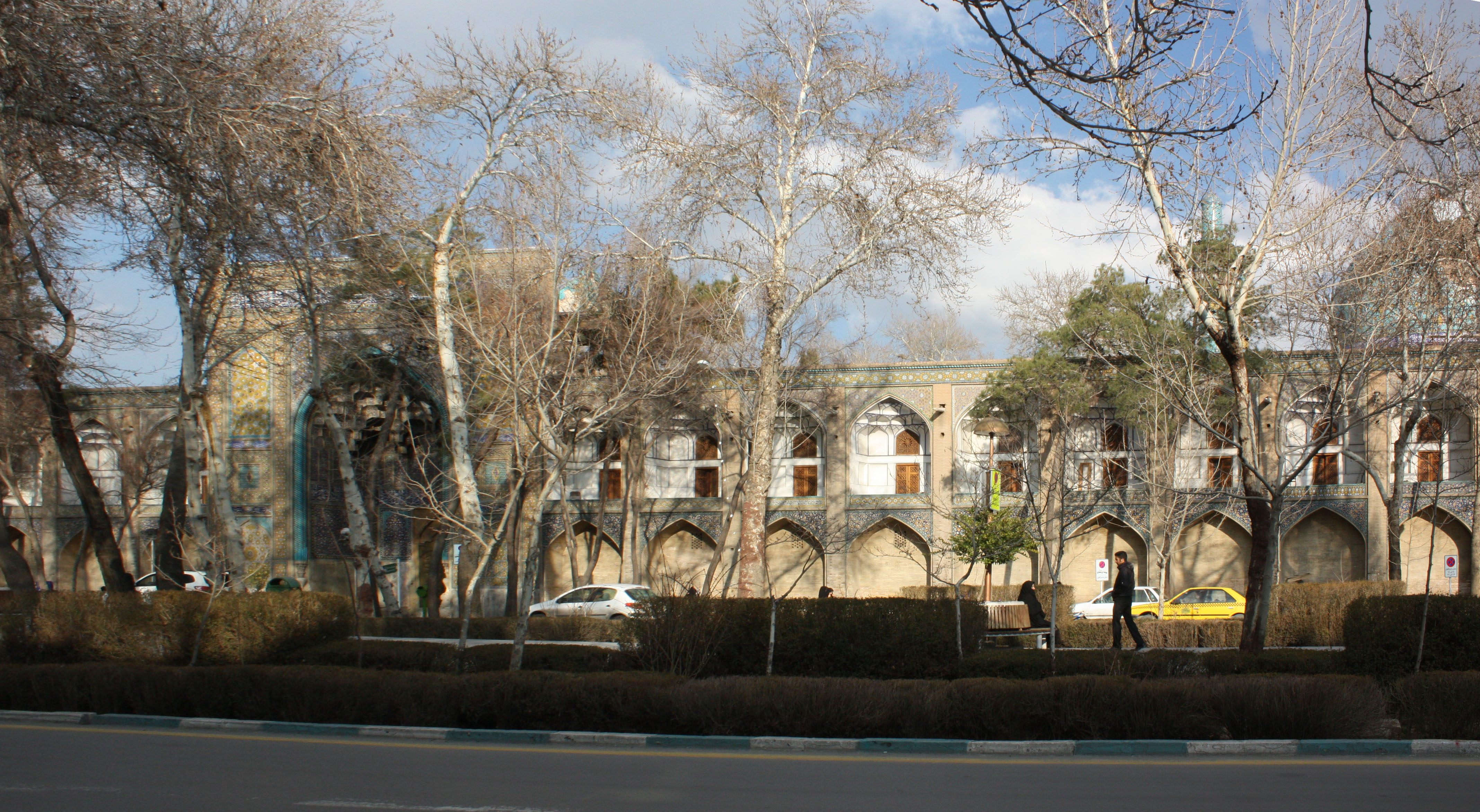
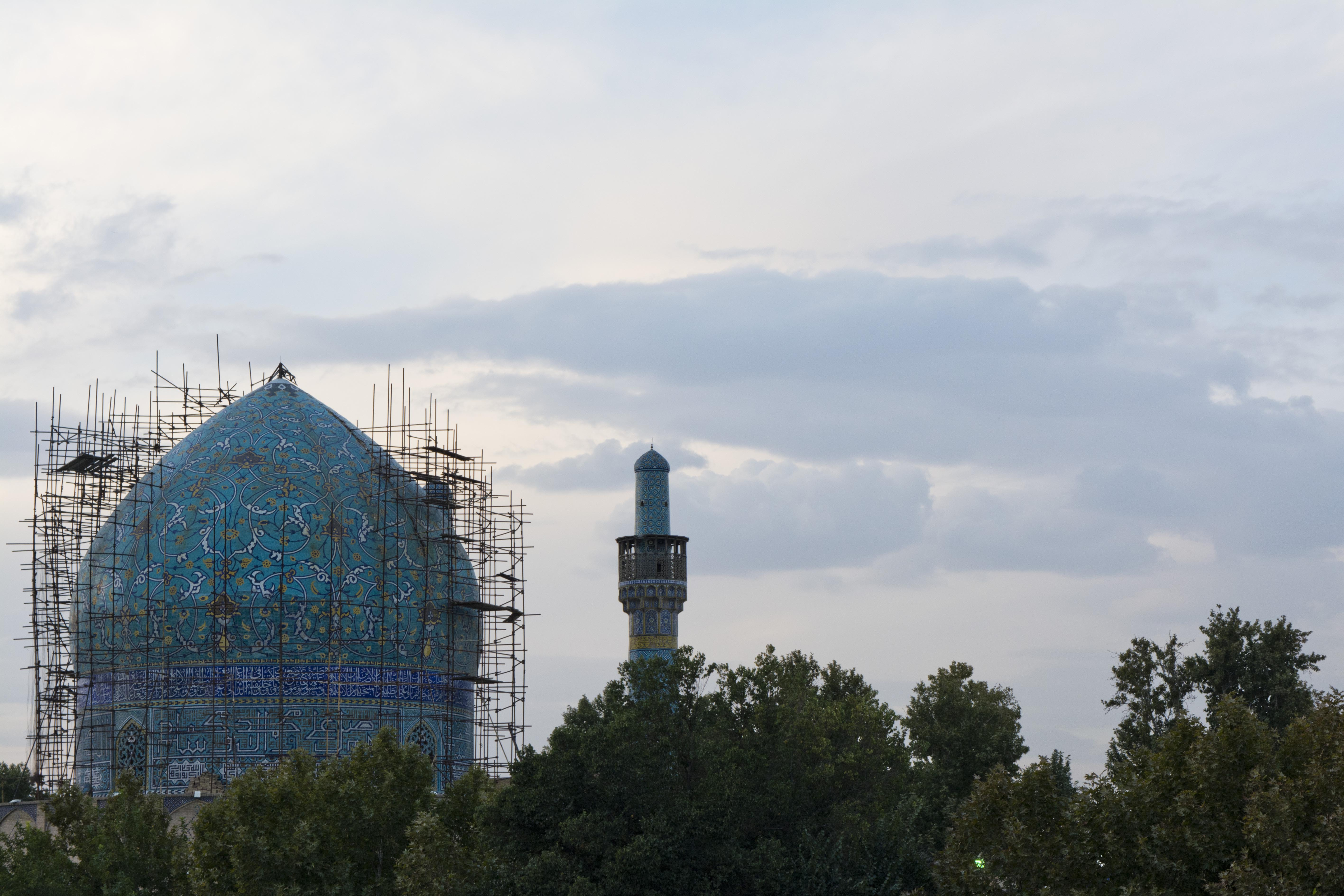
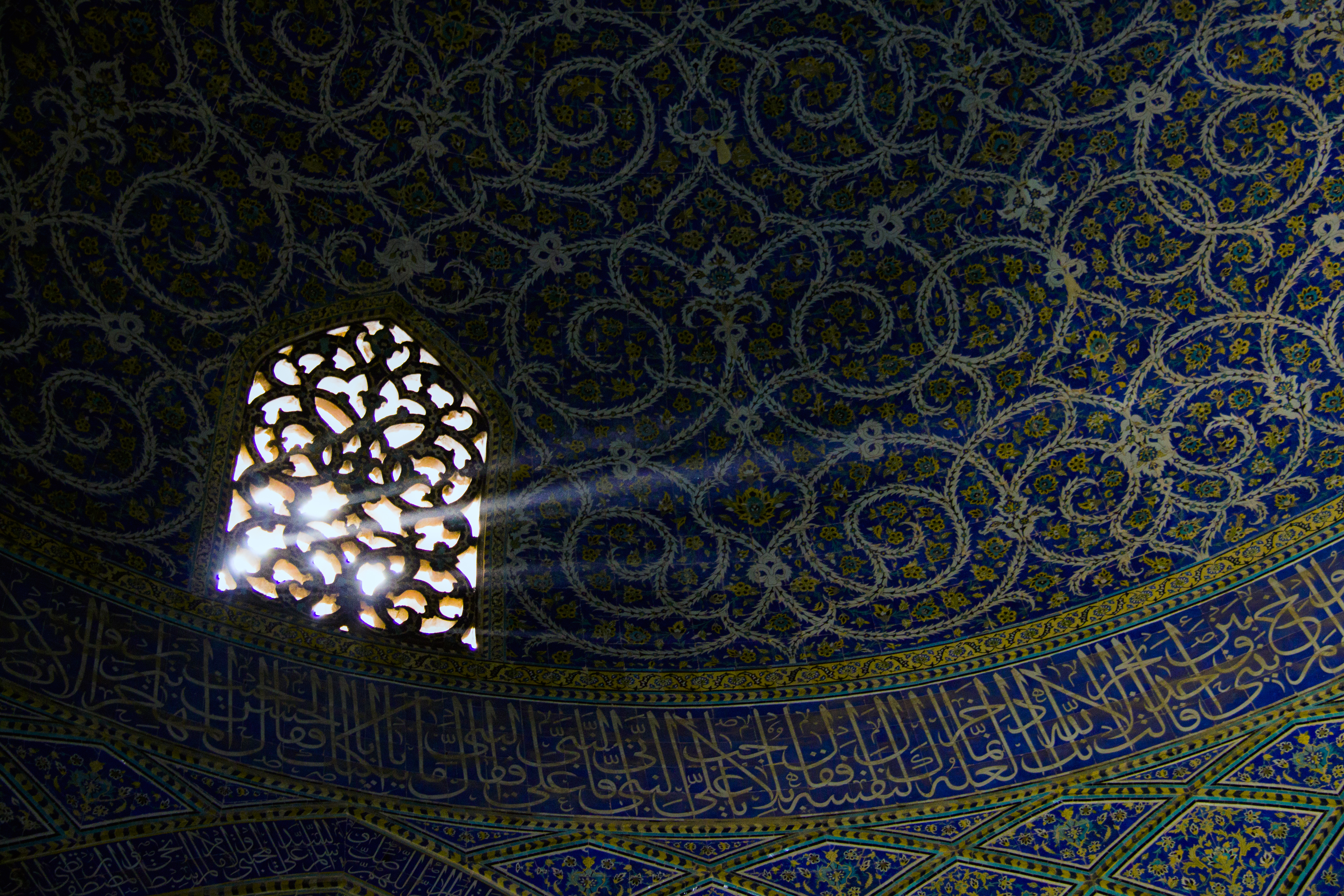